# 小川善吉
小川 善吉（おがわ ぜんきち、明治40年（1907年）2月16日 - 平成9年（1997年）1月28日 ）は、日本の裁判官。横浜地裁所長。早稲田大学講師、司法試験委員（商法）を務めた。
横浜銀行取締役会長小川是、東京ガス専務小川明良の実父。

## 経歴
三重県員弁郡梅戸井村出身。順吉の次男。
昭和7年（1932年）11月高等試験司法科合格。昭和8年（1933年）3月東京帝国大学法学部卒業。昭和9年（1934年）12月判事に任官。司法事務局同書記官、最高裁事務総局総務局第一課長を経て昭和24年（1949年）6月東京地裁判事。

## 人物像
趣味は囲碁、読書。宗教は真宗。三重県員弁郡大安町在籍。住所は東京都新宿区戸山町。

## 家族・親族

### 小川家
（三重県員弁郡梅戸井村（のち梅戸井町・大安町、現いなべ市）、東京都新宿区）
- 父・順吉[3]
- 妻・小枝（中島謙太長女[3]、商工官僚・実業家中島征帆妹）

明治43年（1910年）4月生 - 没
- 長男・明良[3]（東京ガス専務）

昭和10年（1935年）12月生 -
- 次男・是[3]（大蔵省事務次官、銀行家）

昭和15年（1940年）2月生 - 
- 同妻（労働官僚、政治家三治重信（元民社党参議院議員）の娘）

- 長女[3]

昭和17年（1942年）1月生 -